# Можейки (Ошмянский район)
Можейки (бел. Мажэ́йкі) — деревня в Ошмянском районе Гродненской области Белоруссии. В составе Новосёлковского сельсовета.

## География
Ближайшие населённые пункты Козяны, Моствилишки, Павловцы и др.

### Гидрография
Около реки Ошмянка.

## Этимология
Мазека или Мазика (Mazecha, Mazika) — имя германского происхождения. Соответствие литовских имен на -ейка (-ика) германским именам с суффиксом -к- (Вилейка — Wilico, Минейка — Minnico, Радейка — Radecke < Radacho и т.д.) утвердил французский лингвист-германист Раймонд Шмитляйн, который на основании многолетних исследований пришел к выводам о германском происхождении литовских собственных имен.

## История
В 1905 году в Ошмянском уезде Куцевичской волости Виленской губернии.
До 2 декабря 1961 года деревня входила в состав Повяжинского сельсовета, до 12 ноября 1973 года — в состав Куцевичского сельсовета.

## Население

### Численность
- 2009 год — 15 человек

### Динамика
- 1999 год — 25 человек (перепись населения)
- 2009 год — 15 человек (перепись населения)[4]

## Известные лица
- Адамович, Ян Владимирович (1924—2013) — польский поэт.